# Barilius cosca
 Barilius cosca és una espècie de peix cipriniforme de la família dels ciprínids.